# Doğuş-Universität
Die Doğuş-Universität   (türkisch: Doğuş Üniversitesi) in Istanbul wurde am 9. Juli 1997 erbaut. Sie bietet über 20 Studiengänge in den Fakultäten Kunst und Naturwissenschaften, Ingenieurwesen, Wirtschafts- und Verwaltungswissenschaften, Kunst und Design sowie neun Associate-Degree-Studiengänge in der School of Advanced Vocational Studies an. Darüber hinaus gibt es acht Postgraduiertenausbildungsprogramme am Institut für Sozialwissenschaften und drei am Institut für Wissenschaft und Technologie. Der Studiengang European Union Studies am Institut für Sozialwissenschaften ist Mitglied des Konsortiums IMPREST (International Masters Program in European Studies), das seine akademische Tätigkeit im Studienjahr 2006–2007 begann und aktiv mit fünf anderen europäischen Universitäten zusammenarbeitet.
2001 wurde das Continuing Education Center gegründet. Aufgrund der ERASMUS-Mitgliedschaft (Erasmus University Charter) der Doğuş-Universität, die im Frühjahrssemester des Studienjahres 2003–2004 begann, können Studierende der Doğuş-Universität von Austauschprogrammen im Rahmen bilateraler Vereinbarungen mit über 30 Universitäten profitieren.

## Campus
- Çengelköy, Üsküdar, Istanbul
- Dudullu, Ümraniye, Istanbul

## Fakultäten
Fakultät für Künste und Wissenschaften
- Abteilung für Kommunikationswissenschaften
- Abteilung für Englische Sprache und Literatur
- Abteilung für Mathematik
- Abteilung für Psychologie
- Abteilung für Physik
- Abteilung für Chemie
- Abteilung für Geisteswissenschaften

Rechtswissenschaftliche Fakultät
- Gesetz

Fakultät für Wirtschafts- und Verwaltungswissenschaften
- Abteilung für Betriebswirtschaftslehre: Englisch- und Türkischprogramme
- Abteilung für Internationale Beziehungen
- Abteilung für Wirtschaft und Finanzen: Englische und türkische Programme
- Abteilung für internationalen Handel und Wirtschaft

Fakultät für Ingenieurwissenschaften
- Fakultät für Computertechnik: Programm für Computertechnik, Programm für Informationssystemtechnik
- Fakultät für Elektronik und Nachrichtentechnik: Englische und türkische Programme
- Abteilung für Regelungstechnik
- Fakultät für Maschinenbau: Englische und türkische Programme
- Fakultät für Wirtschaftsingenieurwesen: Englische und türkische Programme

Fakultät für Bildende Kunst und Design
- Abteilung für Architektur
- Abteilung für Grafik
- Abteilung für Malerei
- Abteilung für industrielles Produktdesign
- Abteilung für Innenarchitektur
- Visuelles Kommunikationsdesign

Institut für Wissenschaft und Technologie
- Promotion: Doktorandenprogramm Logistik und Supply Chain Management
- Master: Computer- und Informationswissenschaften, Elektronik- und Kommunikationstechnik, Ingenieurwesen und Technologiemanagement

Institut für Sozialwissenschaften
- Promotion: Doktorandenprogramm Finanzökonomie
- Masterstudiengang
  - Betriebswirtschaftslehre: Englisch- und Türkischprogramme
  - MA in EU-Studien
  - MS in Finanzökonomie
  - MA in englischer Sprache und Literatur
  - MA in Psychologie
  - MA in Kommunikationswissenschaften